# Sistemas de consanguinidad y afinidad de la familia humana

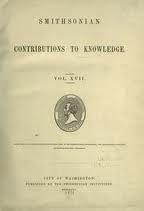
Portada de la edición de 1871 de Sistemas de Consanguinidad y Afinidad de la Familia Humana.

Sistemas de consanguinidad y la afinidad de la familia humana es un libro escrito en 1871 por Lewis Henry Morgan (1818-1881) y publicado por el Instituto Smithsoniano. Es considerado como el trabajo fundacional para la antropología como disciplina científica y particularmente para el estudio de parentesco humano. Representa la culminación de décadas de investigación sobre las terminologías de parentesco en el mundo, llevado adelante a través de trabajo de campo y por medio del estudio de terminologías de parentesco en las lenguas y culturas del mundo.
En el libro, Morgan argumenta que todas las sociedades humanas comparten un conjunto básico de principios para la organización social a lo largo de líneas de parentesco, basados en los principios de consanguinidad (parentesco por sangre) y afinidad (parentesco por matrimonio). Al mismo tiempo, presenta un esquema sofisticado de la evolución social basada en las categorías de parentesco utilizadas por las sociedades alrededor del mundo. A través de su análisis de los lazos de parentesco, Morgan vislumbró que la estructura de las instituciones familiares y sociales se desarrolló y cambió según una secuencia concreta.

## Investigación

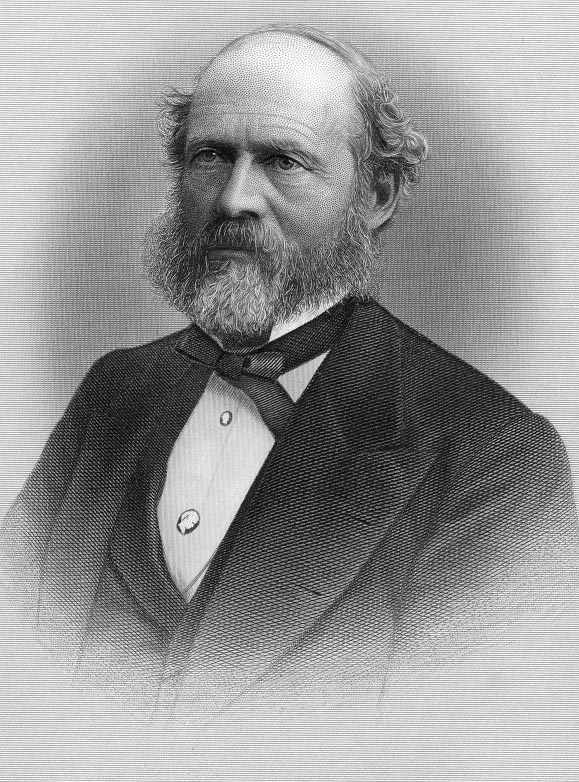
Lewis Henry Morgan

El interés de Morgan en los sistemas de parentesco proviene de su estudio sobre la historia y sociedad de la Confederación Iroquesa, particularmente del pueblo Seneca, del que era un gran conocedor. Estudiando la organización social Iroquesa, descubre su sistema matrilineal de parentesco y esto es lo que promueve su interés en las terminologías de parentesco.
El sistema de parentesco iroqués utiliza el mismo término de parentesco para todos los parientes varones del lado paterno (por ejemplo, el hermano del padre es mencionado con el mismo término que el padre), y el mismo término para todas las parientes mujeres del lado de la madre (por ejemplo, las hermanas de la madre son nombradas con el mismo término que la madre). Este sistema luego fue nombrado como "bifurcación mezclada" o sistema de parentesco Iroqués. Habiendo descubierto que la manera europea típica de organizar las relaciones de parentesco no era universal, Morgan comenzó a sospechar que otras sociedades en América y en Asia podrían tener sistemas similares y empezó una investigación.
Para las sociedades en África, Asia y Australia desarrolló una encuesta administrada a través de correspondencia con misioneros. El cuestionario o "formulario" que Morgan utilizó cuando no podía investigar personalmente, indagaba sobre los términos utilizados para 200 relaciones de parentesco, por ejemplo "el hermano del padre", "el hijo de la hermana del padre", etc.
Morgan también recolectó una extensa cantidad de datos en su trabajo de campo realizado con grupos de Nativos Americanos. En los veranos entre 1859 y 1862, Morgan viajó al medio oeste de Estados Unidos para recoger terminologías de parentesco entre las comunidades originarias. No vivió con las comunidades, pero hizo viajes para entrevistar a nativos sobre sus costumbres y lazos de parentesco. Las Guerras indias americanas bramaban en ese tiempo, haciendo los territorios Occidentales un sitio peligroso para viajar. Los dos primeros viajes fueron a los territorios de Kansas y Nebraska, y el tercero a Fort Garry, Winnipeg. En el cuarto viaje, recorrió más de 2,000 millas arriba del Río de Misuri a Fort Benton, Montana. Al llegar a la ciudad de Sioux al final de su trabajo de campo en 1862, se entera de que sus hijas Mary y Helen Morgan (2 y 6 años respectivamente) habían muerto de escarlatina casi un mes antes. Esto lo devastó e hizo que se abstuviera de emprender nuevos trabajos de campo.

## Publicación
Morgan presentó el manuscrito final en 1867, pero el libro demoró mucho en su publicación. Además, debido a los costos de publicación, finalmente se publicó con menos páginas de las que Morgan quería. El retraso se debió que el libro tuvo dos rondas de revisión, una precaución tomada por el editor Joseph Henry, ya que el Instituto Smithsoniano había realizado una gran inversión en la publicación. 
Henry estaba especialmente preocupado por la longitud del manuscrito, por lo que pidió a Morgan que lo reduzca organizando el material mejor y eliminando redundancias. El costo de 600 páginas era cercano a 8000 dólares, costando 16 dólares por página en estereotipo, siendo este el trabajo más caro nunca publicado por la institución.
La espera de la publicación fue altamente estresante para Morgan, quien temió que alguien más fuera el primero en publicar el esquema evolutivo que él consideraba su principal contribución intelectual. A nivel general, Morgan no quedó complacido con el trabajo de edición de Henry, ya que consideró sus demandas de revisión excesivas. Morgan, siendo un abogado profesional, estimó que el esfuerzo de investigar, escribir, y producir el libro le costó 25,000 dólares en gastos y que perdió beneficios.
A pesar de que copias del manuscrito habían estado circulando entre revisores y becarios ya en 1870, el libro fue finalmente publicado en 1871 siendo el decimoséptimo volumen de la serie "Contribuyentes al conocimiento" del Instituto Smithsoniano.
Morgan quiso dedicar el libro a sus dos hijas difuntas, y en una carta escrita a Joseph Henry en 1867 le explicaba que sentía que había perdido a sus hijas producto de esta investigación, por lo que le parecía justa la dedicatoria. Pero Henry no dejó que el trabajo tuviera una página de dedicatoria, ya que lo consideraba muy sentimental e inadecuado para una publicación científica.

## Impacto
Ya en sus tiempos, Sistemas de consanguinidad tuvo un impacto intelectual significativo. Karl Marx leyó tanto Sistemas como el libro subsiguiente de Morgan Sociedad Antigua (1877), que extendió los argumentos del anterior. El pensamiento de Morgan fue fundacional en el desarrollo teórico de Marx sobre la relación entre evolución, organización social, y materialismo histórico. Después de su muerte, las notas de Marx a Sociedad Antigua fueron editadas por Friedrich Engels y publicadas como El Origen de la Familia, la Propiedad Privada y el Estado.
El libro también cimentó el estudio comparativo de sistemas de parentesco como tema de núcleo de la antropología. Muchos de los primeros trabajos en antropología estuvieron orientados en refutar las tesis centrales de Morgan sobre evolución social, promiscuidad primitiva, y matrimonio de grupo. Franz Boas reaccionó contra el evolucionismo social en el trabajo de Morgan, pero la antropología cultural Boasiana también vio el estudio de sistemas de parentesco y organización social como central. Bronisław Malinowski consideró el trabajo de Morgan una forma anticuada de hacer etnología comparativa, y se refirió a él sólo como un ejemplo de cómo no hacer antropología. Pero Morgan fue defendido por otros estudiosos como W. H. R. Rivers, quién lo consideró una búsqueda válida para entender la historia cultural, utilizando el método comparativo. Radcliffe-Brown, estudiante de River, era también altamente crítico de Morgan, pero tuvo un extenso conocimiento de Sistemas de Consanguinidad qué utilizó como base para sus estudios sobre patrones de parentesco de Nativos americanos. Antropólogos neo-evolucionistas como Leslie White también trabajaron para rehabilitar el interés de Morgan por la evolución cultural. Los antropólogos acuerdan en que el principal descubrimiento de Morgan fue el hecho de que la terminología de parentesco tiene pertinencia en el estudio de la vida social humana. De este modo, a pesar de que las conclusiones de Morgan sobre la evolución social son ahora generalmente consideradas especulativas y falaces, los métodos que desarrolló y su manera de razonar a partir de sus datos, fueron innovadoras.